# Somethin' Else (Eddie Cochran)
Somethin' Else è un brano musicale rockabilly del musicista statunitense Eddie Cochran, composto dalla sua fidanzata Sharon Sheeley, e da suo fratello maggiore Bob Cochran, pubblicato come singolo nel 1959 (B-side Boll Weevil Song).

## Il brano
Il testo in prima persona della canzone descrive come Cochran voglia disperatamente un'auto sportiva e una ragazza che ha paura non voglia uscire con lui. Alla fine, risparmiando del denaro, è in grado di comprarsi una macchina usata, e prende forza per chiedere alla ragazza di uscire. Nella traccia il batterista Earl Palmer suona l'identico ritmo suonato da Charles Connor nella canzone di Little Richard intitolata Keep A-Knockin'. Eddie Cochran non era però a conoscenza del fatto che la Sheeley nel comporre il brano volesse replicare il suono di batteria presente in una canzone di Little Richard. La canzone, pubblicata come singolo raggiunse la posizione numero 22 nella classifica britannica ma solo la numero 58 nella Billboard Hot 100 negli Stati Uniti.

### Crediti compositivi
Alcuni crediti compositivi indicano "Bobby" Cochran al posto di "Bob" Cochran. Fu il fratello di Eddie, Bob, a comporre la canzone insieme alla Sheeley, non Bobby Cochran che era apparentemente un nipote di Eddie.

## Tracce singolo
Liberty F-55203 1959
1. Somethin' Else - 2:08
2. Boll Weevil Song -

## Formazione
- Eddie Cochran: voce, chitarra, basso (sovraincisione)
- Earl Palmer: batteria
- Jim Stivers: pianoforte

## Classifica
| Classifica (1959) | Posizione |
| ----------------- | --------- |
| UK Singles Chart  | 22        |

## Cover
La canzone è stata reinterpretata da numerosi artisti, tra i quali:
- Led Zeppelin, versione registrata nel giugno 1969 ma pubblicata nel 1997 sull'album BBC Sessions.
- Little Richard & Tanya Tucker (1994)
- The Move (come title track del loro EP dal vivo Something Else from The Move del 1968)
- Slade
- New York Dolls
- Flamin' Groovies
- Prima Donna
- UFO
- Tom Petty and the Heartbreakers (sul box set Playback e nell'edizione deluxe 2010 dell'album Damn the Torpedoes)
- The Beatles
- Keith Richards con gli X-Pensive Winos
- The Georgia Satellites
- Speedy Keen
- Teenage Head
- Sid Vicious ne fece una versione punk che pubblicò come suo secondo singolo da solista. Il brano venne pubblicato il 23 febbraio 1979, poco tempo dopo la morte di Vicious. Il singolo raggiunse la terza posizione in classifica nella Official Singles Chart diventando il maggiore successo di Sid in patria.[2] Vicious registrò anche un'altra canzone di Eddie Cochran, C'mon Everybody, pubblicata come terzo singolo post mortem il 22 giugno 1979.
- The Head Cat, supergruppo rockabilly composto da Lemmy (dei Motörhead), Slim Jim Phantom (degli Stray Cats) e Danny B. Harvey (Lonesome Spurs and The Rockats), reinterpretarono il brano sul loro album del 2011 Walk the Walk, Talk the Talk.
- The Buddies sul loro EP Leprechaun to the Right (2010).
- Johnny Hallyday in francese con il titolo Elle est terrible nel 1963.